# Ивашкин, Владимир Трофимович
Влади́мир Трофи́мович Ива́шкин (род. 24 марта 1939 года, Рязань) — советский и российский медик, доктор медицинских наук, профессор, академик РАН, заведующий кафедрой пропедевтики внутренних болезней Лечебного факультета, директор Клиники пропедевтики внутренних болезней, гастроэнтерологии, гепатологии Первого Московского государственного медицинского университета имени И. М. Сеченова. Главный внештатный специалист гастроэнтеролог Минздрава России. Генерал-майор медицинской службы в отставке.

## Биография
Родился 24 марта 1939 года в Рязани. В 1958 году окончил с золотой медалью Тамбовское суворовское военное училище (1958), в 1964 — с отличием Военно-морской факультет Военно-медицинской академии им. С. М. Кирова в Ленинграде. С 1964 года проходил службу на подводных лодках Северного и Черноморского флотов в качестве начальника медицинской службы. В 1968 году поступил в адъюнктуру при кафедре госпитальной терапии Военно-медицинской академии им. С. М. Кирова, по окончании которой работал преподавателем, старшим преподавателем, заместителем начальника этой кафедры. С 1986 по 1988 год — начальник кафедры госпитальной терапии Военно-медицинской академии им. С. М. Кирова. С 1988 по 1995 годы — главный терапевт Министерства обороны СССР и РФ.
После увольнения в запас в звании генерал-майора в 1995 году переехал в Москву, где занял освободившиеся в связи со смертью чл.-корр. РАМН А. Л. Гребенева должности директора Клиники пропедевтики внутренних болезней, гастроэнтерологии, гепатологии им. академика В. Х. Василенко и заведующего Кафедрой пропедевтики внутренних болезней Московской медицинской академии им. И. М. Сеченова.

## Научная деятельность
В 1971 году защитил диссертацию на соискание учёного звания кандидата медицинских наук «Значение радиотелеметрического исследования интрагастрального и интрадуоденального pH для оценки эффективности действия антацидов и атропина у больных хроническими заболеваниями желудка и двенадцатиперстной кишки».
Автор (соавтор) и редактор большого числа монографий, медицинских справочников, учебников, статей в периодических медицинских изданиях.
Является действительным членом (членом): Российской академии медицинских наук (1997), Казахской академии медицинских наук (2001), Американской гастроэнтерологической ассоциации (1996), Американской ассоциации энтерального и парентерального питания и других организаций.
Поддержал член-корреспондента РАН (и производителя гомеопатических лекарств) Олега Эпштейна в его просьбе к Минздраву признать новый класс лекарственных препаратов .

### Главный гастроэнтеролог
В. Т. Ивашкин занимает важнейшие позиции в российской гастроэнтерологии на федеральном уровне. В. Т. Ивашкин — главный внештатный специалист гастроэнтеролог Минздрава России, организатор и Президент Российской гастроэнтерологической ассоциации (РГА) (1995) и Российского общества по изучению печени (РОПИП) (1998). В качестве Президента РГА и РОПИП (наряду с Президентом Научного общества гастроэнтерологов России) представляет российскую гастроэнтерологию в международных организациях, таких, как Всемирная организация гастроэнтерологов (в которой является членом Комитета по номинациям).
Руководитель Национальной Школы гастроэнтерологов, гепатологов и Российских гастроэнтерологических недель. Главный редактор журналов «Российского журнала гастроэнтерологии, гепатологии, колопроктологии» и «Клинические перспективы гастроэнтерологии, гепатологии», включённых в список изданий, рекомендуемых для опубликования основных научных результатов диссертации на соискание учёной степени кандидата и доктора наук.

### Избранные труды
- Дорофеев Г. И., Кожемякин Л. А., Ивашкин В. Т. Циклические нуклеотиды иадаптация организма. — Л.: Наука, 1978. − 180 с.
- Ивашкин В. Т. Метаболическая организация функций желудка. — Л.: Наука, 1981. — 215 с.
- Ивашкин В. Т., Васильев В. Ю., Северин Е. С. Уровни регуляции функциональной активности органов и тканей. — Л.: Наука, 1987. — 272 с.
- Ивашкин В. Т., Минасян Г. А., Уголев А. М. Теория функциональных блоков и проблемы клинической медицины. — Л.: Наука, 1990. — 303 с.
- Ивашкин В. Т., Кириллов М. М., Комаров Ф. И. Терапевтическая помощь пострадавшим при землетрясении. — М., 1995. — 227 с.
- Ивашкин В. Т., Буеверов А. О. Аутоиммунные заболевания печени в практике клинициста. — M.: М-Вести, 2001. — 102 с.: ил. — ISBN 5-901598-01-6.
- Ивашкин В. Т., Шептулин А. А., Трухманов А. С. и др. Рекомендации по обследованию и лечению больных гастроэзофагеальной рефлюксной болезнью Архивная копия от 24 мая 2014 на Wayback Machine (пособие для врачей). — М., 2001. — 19 с.
- Ивашкин В. Т., Драпкина О. М. Клиническое значение оксида азота и белков теплового шока. — М.: ГЭОТАР-Медицина, 2001. — 88 с.
- Ивашкин В. Т., Кузнецов Е. Н., Драпкина О. М. Клиническое значение суточного мониторирования артериального давления. — М.: Медицина, 2001. — 134 с.
- Ивашкин В. Т., Шептулин А. А., Склянская О. А. Синдром диареи. — М.: ГЭОТАР-Медицина, 2002. — 185 с. ISBN 5-9231-0257-9.
- Ивашкин В. Т., Маев И. В., Трухманов А. С. Пищевод Баррета Архивная копия от 24 мая 2014 на Wayback Machine. В двух томах. — М.: Шико, 2011. ISBN 978-5-900758-53-4.
- Маев И. В., Ивашкин В. Т., Лапина Т. Л. и др. Рациональная фармакотерапия заболеваний органов пищеварения. Руководство для практикующих врачей. — 2-е изд. — М.: Литтерра Медицина, 2011. — 878 с. ISBN 978-5-904090-71-5.
- Ивашкин В. Т., Шептулин А. А., Лапина Т. Л. и др. Диагностика и лечение функциональной диспепсии Архивная копия от 24 мая 2014 на Wayback Machine. Методические рекомендации для врачей. — М.: РГА, 2011. — 28 с.
- Ивашкин В. Т., Ющук Н. Д. Диагностика и лечение диффузных заболеваний печени. Методические пособие для врачей. — М., 2003. — 49 с.
- Ивашкин В. Т., Шептулин А. А., Баранская Е. К. и др. Рекомендации по диагностике и лечению язвенной болезни (пособие для врачей) Архивная копия от 24 мая 2014 на Wayback Machine. — М., 2004.
- Ивашкин В. Т., Драпкина О. М. Пропедевтика заболеваний сердечно-сосудистой системы. — М.: М-Вести, 2003.
- Ивашкин В. Т., Султанов В. К. Пропедевтика внутренних болезней. Практикум. — М.: Медпресс, 2003. — 240 с. ISBN 5-901712-84-6.
- Краткое руководство по гастроэнтерологии / Под ред. В. Т. Ивашкина,  Ф. И. Комарова, С. И. Рапопорта. — М.: М-Вести, 2001. — 458 с. ISBN 5-901598-02-4.
- Болезни печени и желчевыводящих путей / Под ред. В. Т. Ивашкина, А. О. Буеверова, В. Б. Золотаревского и др. — М.: М-Вести, 2005. — 536 с. ISBN 5-901598-12-1.

## Награды
- Орден Пирогова (2024)[11]
- Орден Почёта (2016)
- Орден «За службу Родине в Вооружённых Силах СССР» III степени (1989)
- Премия Правительства Российской Федерации в области науки и техники (2006)
- Премия Правительства Российской Федерации в области образования 2013 года (12 ноября 2013) — за цикл трудов "Учебно-методическое обеспечение непрерывного образовательного процесса по подготовке медицинских кадров по специальности "Паразитология"
- Заслуженный деятель науки Российской Федерации[3]
- Почётная грамота Российской академии наук (19 февраля 2024) — за многолетний плодотворный труд на благо медицинской науки в области внутренних болезней и гастроэнтерологии, успешную клиническую, научно-исследовательскую и научно-организационную деятельность, подготовку научных кадров высшей квалификации и в связи с юбилеем